# Calp
Calp és un municipi del País Valencià situat a l'extrem sud de la comarca de la Marina Alta. En aquesta població se situa el penyal d'Ifac.

## Geografia

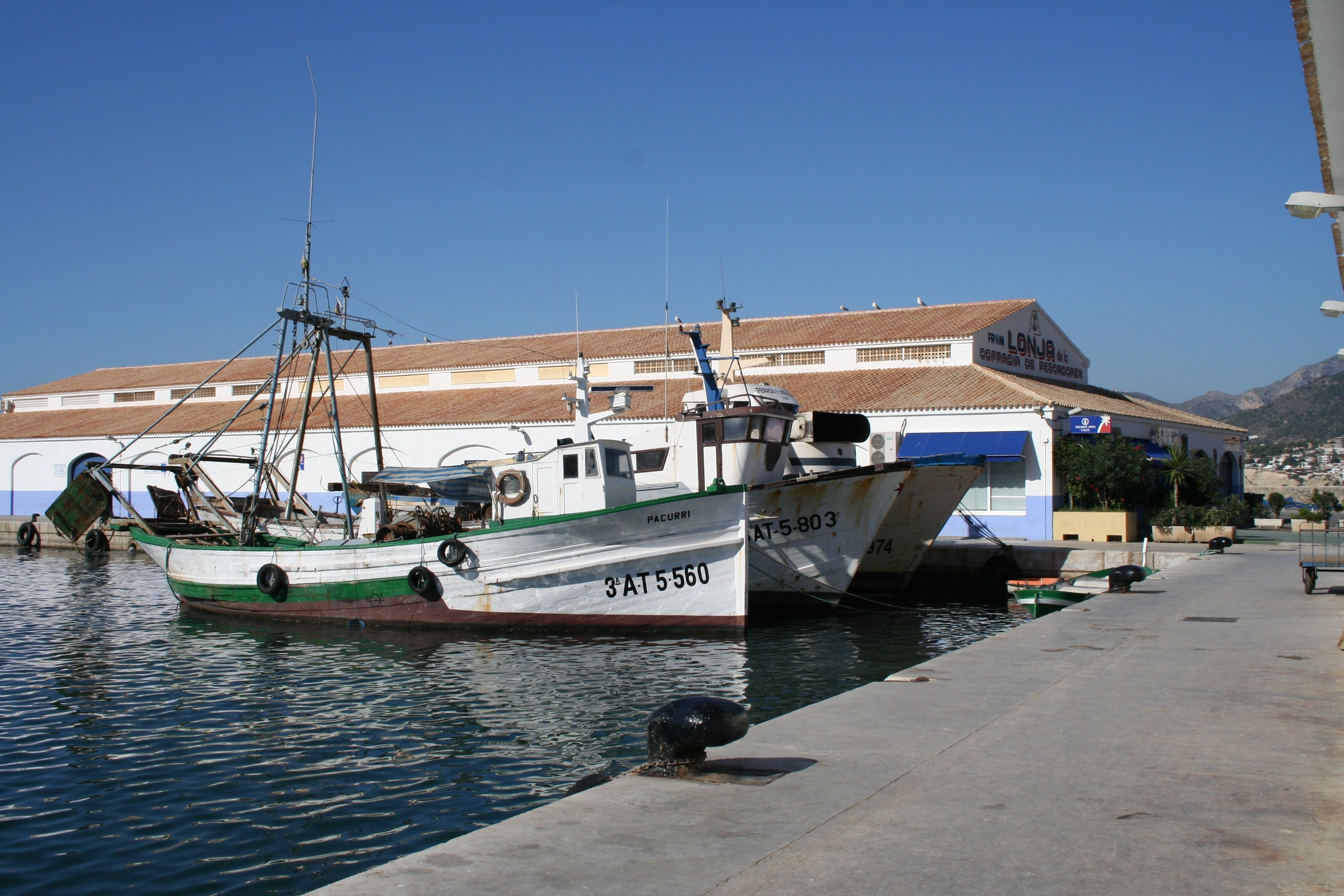
Port pesquer de Calp

La referència més evident de la geografia calpina és, sens dubte, el penyal d'Ifac, que amb els seus 332 metres d'alçada s'endinsa vora un quilòmetre en la mar. A banda del seu interés paisatgístic, també el té des del punt de vista mediambiental, la qual cosa fa que haja estat declarat parc natural. A més a més, el terme, de 23,5 km², disposa de molt bones platges d'arena i cales i badies de pedra. Altres llocs d'interés són les Salines, llacuna de què s'ha extret sal des de temps romans, que hi fundaren els Banys de la Reina, per a l'extracció de sal i salaó de peix; i els parcs Enginent i de la Vallesa, llocs habilitats per a l'esbarjo.
D'entre les platges, hi ha la platja del Cantal Roig, que es diu així perquè hi havia roca de color roig. El novembre de 2018, la sorra roja de la platja va desaparèixer.

## Història
Sobre l'origen del topònim de Calp, el president de la Secció d'Onomàstica de l'Acadèmia Valenciana de la Llengua, Emili Casanova i Herrero, va emetre un informe on assenyalava que «El topònim Calp, probablement d'origen preromà, és l'única forma documentada tant en època musulmana, amb la grafia ⟨Qalp⟩, com després de la conquesta de Jaume I i durant tota l'edat mitjana. […] La forma Calpe és una adaptació morfològica al castellà del topònim genuí Calp».
Tenim evidències de l'antiguitat de Calp per troballes, datades en l'edat del bronze i en època ibera, fetes al voltant del Penyal i el Morro del Toix. Dels romans s'han trobat moltes restes, monedes, paviments i, sobretot, els Banys de la Reina, colònia dedicada a la salaó del peix.
Existix poca informació del llarg període islàmic. La tradició cristiana atribuïx a Pere Eximenis Carroç i a Bernat Abella la conquesta cristiana en 1240, després de la presa de Dénia, però altres historiadors parlen de l'any 1254. Malgrat tot, el que sí que queda clar és que no es repoblà amb cristians fins després de l'alçament d'Al-Azraq. El 1288 passa a ser senyoriu de Jaspert de Castellnou; en 1290 passa a Roger de Llúria, que va impulsar la construcció d'un poblat a Ifac, i a la seua mort, en 1305, a Bernat de Sarrià, durant el regnat de Pere II es van fortificar les muralles per defensar el poble dels atacs moriscos; en 1359 el Cerimoniós hagué de lluitar contra Pere I el Cruel, de Castella en la guerra coneguda com la dels dos Peres en la qual va ser destruït el poblat d'Ifac i molts dels seus pobladors s'establiren en l'alqueria origen de l'actual Calp; després va pertànyer al comtat de Dénia; el 1386 es va procedir a la partició del terme del castell de Calp per a crear els termes municipals de Calp, Benissa i Teulada; l'expulsió morisca, en 1609, deixa la població sense els seus primitius pobladors; els atacs corsaris i musulmans durant el segle xvii obligaren a nous reforçaments de la població fins que el 3 d'agost de 1637 un dels atacs dels àrabs va propiciar un dels fets més luctuosos de la història de Calp: 290 persones van ser segrestades i portades captives a l'Alger on romangueren cinc anys fins que foren alliberats a canvi d'or i pirates presos.

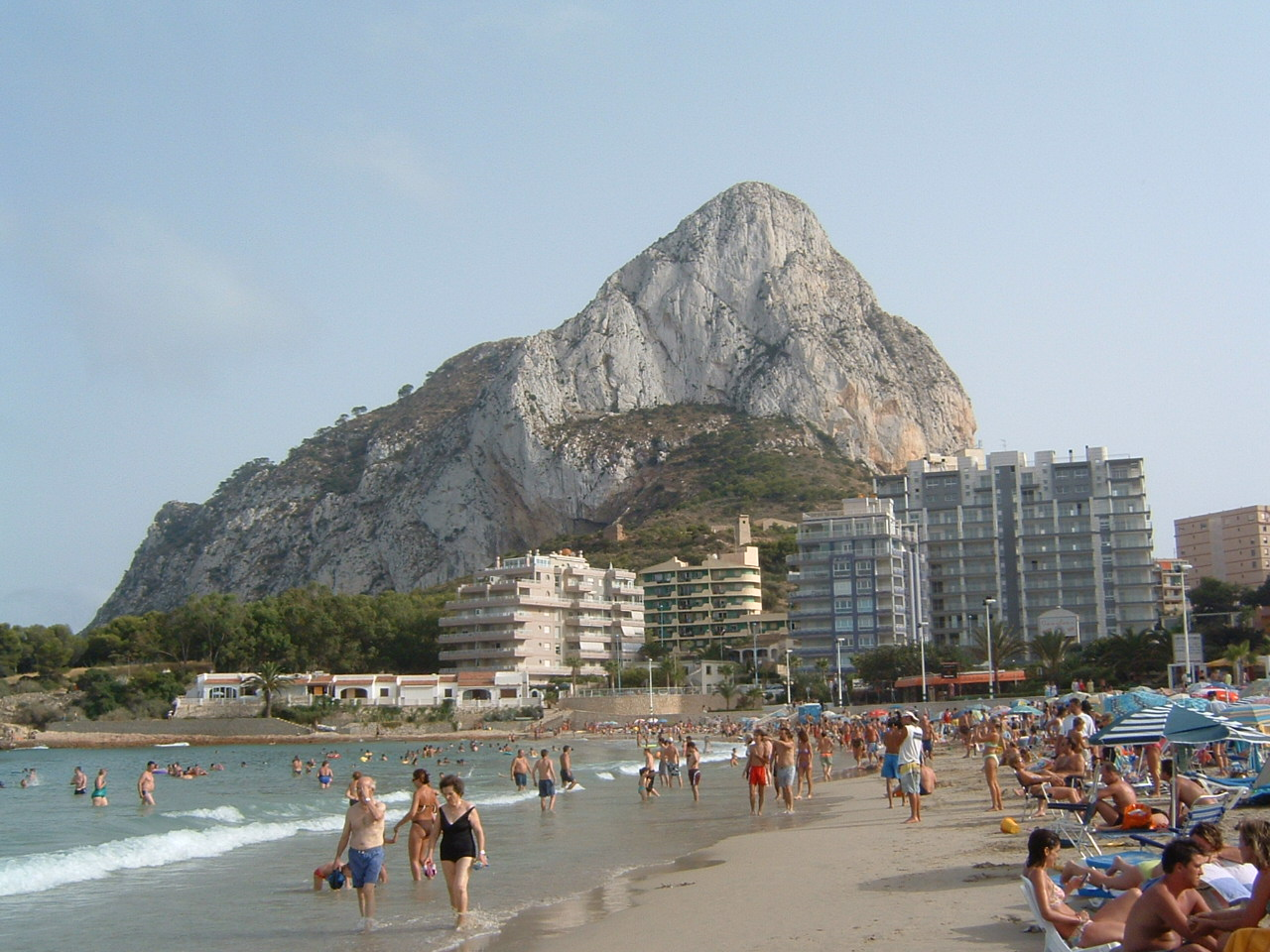
El Penyal d'Ifac

En la Guerra de Successió pren partit per l'arxiduc Carles, les naus del qual fondejaren en la seua costa; en la de la Independència fou testimoni d'una dura batalla amb els francesos que ho foren derrotats el 31 de maig de 1813. En l'edat moderna passà a mans de Roderic de Rebolledo, qui va llegar la població als Palafox, els quals exerciren la jurisdicció fins a la dissolució del règim senyorial el 1837.

## Economia
Tradicionalment ha estat una població agrícola, que produïa ametla, pansa i garrofes; la seua economia també es recolzava en la pesca i l'extracció de sal, però el segle passat —ja en els anys trenta va estiuejar-hi n'Ernest Hemingway— sobretot a partir dels seixanta s'ha convertit en un municipi turístic que ha transformat la seua economia, el seu paisatge, el seu urbanisme i, fins i tot, els seus costums.

## Demografia
En 2016 s'hi enregistren 19.591 habitants, amb un descens d'un terç dels empadronats des de 2010, arran de l'esclat de la bombolla immobiliària i el retorn de molts dels europeus comunitaris que s'hi havien establert els anys precedents. Segons el padró de l'INE de 2016, el 41,6% de la població era de nacionalitat estrangera, principalment romanesos (1.191 censats, un 6,4% del total del padró) i britànics (1.250, un 6,1% del padró).
| Evolució demogràfica de Calp | Evolució demogràfica de Calp | Evolució demogràfica de Calp | Evolució demogràfica de Calp | Evolució demogràfica de Calp | Evolució demogràfica de Calp | Evolució demogràfica de Calp | Evolució demogràfica de Calp | Evolució demogràfica de Calp | Evolució demogràfica de Calp | Evolució demogràfica de Calp |
| Any                          | 1857                         | 1887                         | 1900                         | 1910                         | 1920                         | 1930                         | 1940                         | 1950                         | 1960                         | 1970                         |
| ---------------------------- | ---------------------------- | ---------------------------- | ---------------------------- | ---------------------------- | ---------------------------- | ---------------------------- | ---------------------------- | ---------------------------- | ---------------------------- | ---------------------------- |
| Població                     | 1.667                        | 2.008                        | 2.415                        | 2.306                        | 2.480                        | 2.241                        | 1.922                        | 1.970                        | 2.177                        | 3.399                        |
| Any                          | 1981                         | 1991                         | 2000                         | 2006                         | 2010                         | 2011                         | 2012                         | 2014                         | 2016                         | 2018                         |
| Població                     | 8.000                        | 10.962                       | 16.733                       | 26.382                       | 29.909                       | 29.718                       | 29.550                       | 22.437                       | 19.591                       | 21.633                       |

## Política i govern

### Composició de la Corporació Municipal
El Ple de l'Ajuntament està format per 21 regidors. En les eleccions municipals de 26 de maig de 2019 foren elegits 9 regidors del Partit Popular (PP), 6 del Partit Socialista del País Valencià-PSOE (PSPV), 2 de Compromís per Calp (Compromís), 2 de Ciutadans - Partit de la Ciutadania (Cs) i 2 de Defensem Calp.
| Eleccions municipals de 28 de maig de 2023 - Calp |                                          |                                     |                                     |         |          |          |
| Candidatura | Candidatura                              | Candidatura                         | Cap de llista                       | Vots    | Vots     | Regidors |
| | Partit Popular                           |                                     | César Sánchez Pérez                 | 2.262   | 31,15%   | 8 (-1)   |
| | Som Calp                                 |                                     | Ana Sala Fernández                  | 1.844   | 25,39%   | 6 (+6)   |
| | Partit Socialista del País Valencià-PSOE |                                     | Guillermo Sendra Guardiola          | 1.115   | 15,35%   | 3 (-3)   |
| | Compromís per Calp                       |                                     | Ximo Perles Pérez                   | 810     | 11,15%   | 2 ()     |
| | Defendamos Calp                          |                                     | Paco Quiles Zaragoza                | 659     | 9,07%    | 2 ()     |
| | Altres candidatures                      |                                     |                                     | 508     | 6,98%    | 0 ( -2)  |
| | Vots en blanc                            |                                     |                                     | 62      | 0,85%    |          |
| Total vots vàlids i regidors | Total vots vàlids i regidors             | Total vots vàlids i regidors        | Total vots vàlids i regidors        | 7.198   | 100 %    | 21       |
| | Vots nuls                                | Vots nuls                           | Vots nuls                           | 112     | 1,51%    |          |
| Participació (vots vàlids més nuls) | Participació (vots vàlids més nuls)      | Participació (vots vàlids més nuls) | Participació (vots vàlids més nuls) | 7.372   | 53,87%** |          |
| Abstenció | Abstenció                                | Abstenció                           | Abstenció                           | 6.311*  | 46,12%** |          |
| Total cens electoral | Total cens electoral                     | Total cens electoral                | Total cens electoral                | 13.683* | 100 %**  |          |
| Alcaldessa: Ana Sala Fernández (Som Calp) (17/06/2023) Per majoria absoluta dels vots dels regidors (11 vots: 6 de Som Calp, 2 de PSPV-PSOE i 2 de Compromís) |                                          |                                     |                                     |         |          |          |
| Fonts: JEC, JEZ Dénia, M. Interior, Periòdic Ara. (* No són vots sinó electors. ** Percentatge respecte del cens electoral.)                                  |                                          |                                     |                                     |         |          |          |

### Alcaldes
Des de 2023 l'alcaldessa de Calp es Ana Sala Fernández, amb un tripartit format per Som Calp, PSPV i Compromís.
| Període                       | Alcalde o alcaldessa                                 | Partit polític             | Data de possessió      | Observacions                              |
| ----------------------------- | ---------------------------------------------------- | -------------------------- | ---------------------- | ----------------------------------------- |
| 1979–1983                     | Francisco Camáñez Crespo                             | UCD                        | 19/04/1979             | --                                        |
| 1983–1987                     | Francisco Camáñez Crespo                             | GIC                        | 28/05/1983             | --                                        |
| 1987–1991                     | Violeta Rivera López                                 | PSPV-PSOE                  | 30/06/1987             | --                                        |
| 1991–1995                     | Violeta Rivera López                                 | PSPV-PSOE                  | 15/06/1991             | --                                        |
| 1995–1999                     | Francisco Javier Morató Vives                        | PP                         | 17/06/1995             | --                                        |
| 1999–2003                     | Francisco Javier Morató Vives                        | PP                         | 03/07/1999             | --                                        |
| 2003–2007                     | Francisco Javier Morató Vives                        | PP                         | 14/06/2003             | --                                        |
| 2007–2011                     | Luis Guillermo Serna García Josep Joaquim Tur Ciscar | PSPV-PSOE BVC              | 16/06/2007 106/10/2008 | Moció de censura PSD+PP+BVC --            |
| 2011–2015                     | César Sánchez Pérez                                  | PP                         | 11/06/2011             | --                                        |
| 2015–2019                     | César Sánchez Pérez                                  | PP                         | 13/06/2015             | --                                        |
| 2019-2023                     | Ana Sala Fernández                                   | PP (fins 2022) Independent | 15/06/2019             | --                                        |
| Des de 2023                   | Ana Sala Fernández                                   | Som Calp                   | 17/06/2023             | Pacte de govern amb Compromís i PSPV-PSOE |
| Fonts: Generalitat Valenciana |                                                      |                            |                        |                                           |

## Edificis d'interés

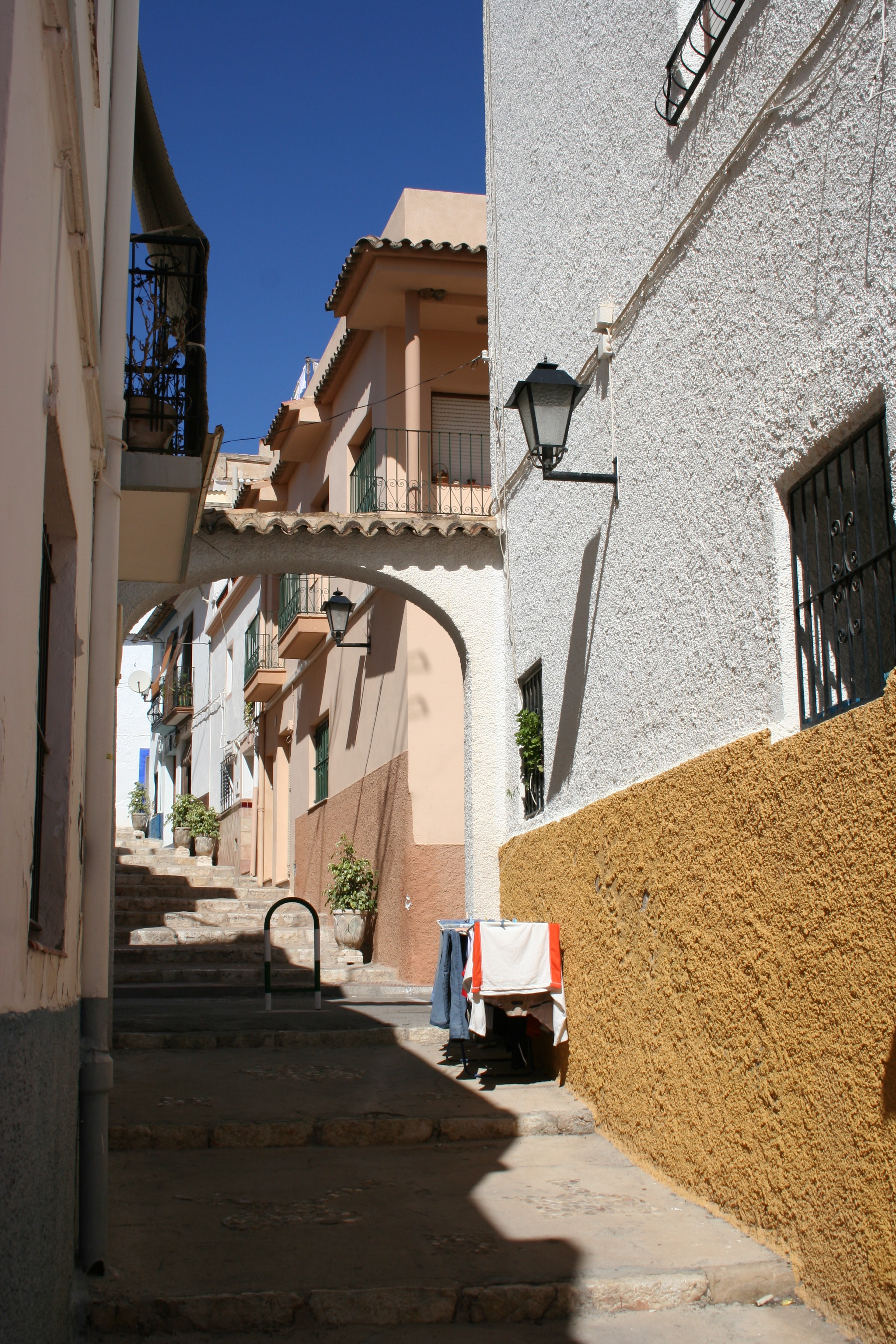
Carrer típic de Calp

Monumentalment, Calp destaca pel conjunt format per la Torrassa de la Peça, del segle xv, que alberga el Museu del Col·leccionista; part de les muralles i l'església Vella, del segle xiv, adossada com a capella al nou temple, i que constituïx l'únic exemplar valencià de gòtic mudèjar. Altre patrimoni de Calp és el següent:
- Castell-Fortalesa. Al cim de El Castellet, al costat del barranc del Mascarat. Edifici musulmà en ruïna total.
- Torre del Castellet. Declarada BIC.
- La Casa Nova. Típica granja fortalesa edificada en el segle segle xiv i modificada fins al xvii.
- Ermita de Sant Salvador. Bastida en estil gòtic sobre un tossal que domina la badia, enderrocada posteriorment i tornada a bastir el segle passat.
- Església de la Mare de Déu de les Neus. De 1973-1975.
- Ermita de la Cometa. Antiga masia fortificada dels segles xvii-xviii situada al tossal de la Cometa.
- Els Banys de la Reina. Conjunt industrial dels segles iv-v de què ja hem parlat.
- Pou Salat. Pou i abeurador del segle xviii.
- Torre del Molí, o del Morelló. Construïda en el segle xix sobre una torre de guaita dels temps de Felip II, constituïx un exemple dels molins fariners de la Marina.
- Alguns riuraus pel disseminat del municipi. Típiques construccions destinades a l'assecament de la pansa.
- També hi ha els museus Arqueològic Municipal, de l'Artesà i el Fester.

## Festes
Les festes a Calp són una bona mostra de la multiculturalitat que hi ha al poble.
Hom pot trobar quelcom tan valencià com els Moros i Cristians, que se celebren tots els anys al voltant del 22 d'octubre, dia del Crist de la Suor, patró del poble, o quelcom tan alemany com la Festa de la Cervesa, sense oblidar els Carnestoltes, que organitza la comunitat d'origen alemany on participen grups carnavalescs de ciutats germàniques.
Organitzades per la Casa d'Andalusia es fan romeries i fires de caràcter andalús.
Festes més tradicionals i velles, però, són les del dia de la Mare de Déu del Carme, patrona dels mariners, i les celebrades el dia de la Mare de Déu de les Neus, patrona de Calp, on, els dies següents, hi ha bous al carrer.
També hi ha una falla per Sant Josep i fogueres per Sant Joan, especialment a la partida de la Cometa i Cases de Torrat, antic nucli de població camperola.

## Gastronomia
La cuina calpina es basa, com no podia ser menys en una vila amb arrels marineres, en el peix, així podem tastar: arròs amb ceba i peix, guisat de bull (saladura d'un budell de tonyina), la llauna de Calp, paella de bacallà i floricol, la fideuada, el cruet de peix, arròs amb tonyina i gambes, arròs negre, putxero de polp, arròs del senyoret, a banda, caldero i un llarg etcètera. Però també les carns —ànec, vedella, conill, perdiu— i els embotits —botifarres de carn o ceba, salsitxes, figatell, sobrassada— són treballats als fogons calpins; les postres: figues, figues paleres, panses i les llepolies: pastissos de moniato, arrop i talladetes, coca Maria i els dolços de Nadal i Pasqua.